# Родна (гори)
Гори Ро́дна (рум. Munţii Rodnei), або Родня́нські гори, Родня́ни — найвищі гори Східних Карпат, розташовані на півночі Румунії, а саме на межі Мармарощини та Трансильванії.
Найвищою вершиною Роднянських гір є гора П'єтрос, заввишки 2305 м.
До висот 1400–1500 м зростають букові й смерекові ліси; вище — субальпійські луки й чагарники. Для найвищих, привершинних ділянок властивий альпійський рельєф із слідами стародавнього заледеніння.
Гори переважно складені кристалічними сланцями і гранітами, на заході — флішем. Родовище піритів (Родна). В долині річки Борша — мінеральні джерела.
У регіоні розвинені лісорозробки, пасовищне тваринництво, туризм.

Панорама телескопом Роднянських Альп (Румунія) зі схилів гори Піп Івана(Україна)